# Patrick O’Malley (Politiker, 1943)
Patrick „Pat“ O’Malley (* 1. Juli 1943 in Limerick; † 27. März 2021 in Dublin) war ein irischer Politiker und von 1987 bis 1989 Teachta Dála (Abgeordneter) im Dáil Éireann, dem Unterhaus des irischen Parlaments.
O’Malley ist ein Cousin des Gründers der Progressive Democrats, Desmond O’Malley. Er konnte bei den Wahlen zum Dáil Éireann 1987 einen Sitz im Wahlkreis Dublin West erringen. Diesen Sitz verlor er bei den nachfolgenden Wahlen 1989 wieder.
O’Malley war mit Anne verheiratet, mit der er drei Kinder hatte.